# Orphisme
Pour les articles homonymes, voir Orphisme (homonymie).

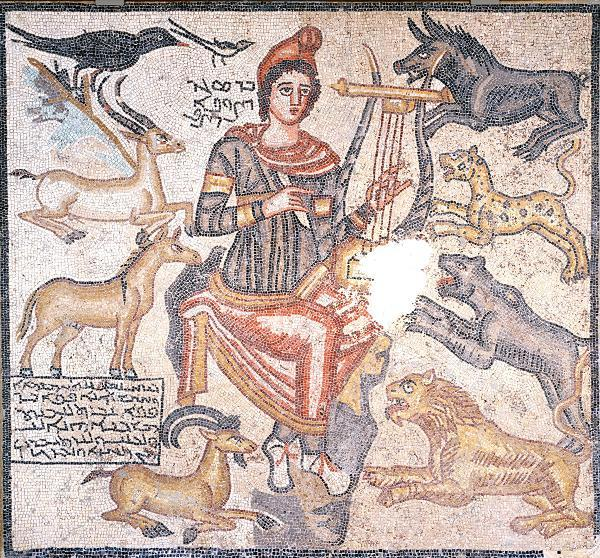
Orphée et les animaux sauvages, mosaïque, Dallas Museum of Art.

L’orphisme est un courant religieux de la Grèce antique connu par un ensemble de textes et d'hymnes, ainsi que par quelques attestations archéologiques : outre Les Lamelles d'or, on en connaît certaines représentations ou descriptions au travers de gravures, tablettes ou autres vestiges retrouvés dans des tombes. Le mythe d'Orphée, d'origine pelasge-thrace, dont l'épisode le plus célèbre est la descente aux Enfers du héros à la recherche de son épouse Eurydice, donna naissance à une théologie initiatique. La doctrine orphique est une doctrine de salut marquée par une souillure originelle ; l'âme est condamnée à un cycle de réincarnations dont seule l'initiation pourra la faire sortir, pour la conduire vers une survie bienheureuse où l'humain rejoint le divin. On entrevoit cette eschatologie à travers une littérature poétique apocryphe hellénistique, voire néoplatonicienne, conservée sous le nom d'Orphée.
Il semble que l'on puisse faire remonter ses origines au moins à 560 av. J.-C. ; cependant l'orphisme se développe surtout à partir du Ve siècle avant notre ère. Les dernières œuvres « orphiques » datent du Ve siècle de notre ère. Son nom provient d'Orphée, initiateur mythique. Malgré sa célébrité, et toutes les théories que son caractère mystérieux a fait naître, la connaissance réelle de l'orphisme reste lacunaire et sa figure exacte sujette à caution. L'orphisme se présente comme un courant mystique tel que la pensée grecque en avait développé à partir du IVe siècle av. J.-C. L'orphisme est principalement tardo-hellénistique, voire néoplatonicien.

## Présentation générale

### Les spécificités de l'orphisme
C'est par la naissance qu'on est inséré dans les cadres de la religion civique grecque. On devient « orphique » par choix. La notion de religion prend donc un tout autre aspect, personnel plutôt que social. L'orphisme n'a jamais existé comme une communauté religieuse constituée au sein du monde grec ; il se présente à nous davantage comme une nébuleuse, par la dispersion temporelle et géographique des témoignages que nous possédons, le plus souvent littéraires, et il est difficile de se représenter le vrai visage historique du mouvement orphique, sinon comme un courant spirituel qui conteste de l'intérieur la religion des cités grecques et ses valeurs. Celui qui choisit le genre de vie « orphique » se met de lui-même en marge de la société. L'orphisme réutilise les mythes et les grandes figures religieuses grecques (avant tout Dionysos), pour contester l'ordre établi.

### Origines et histoire
Le premier auteur qui fait allusion à l'orphisme comme mouvement ayant un caractère religieux est Hérodote. Dans le livre II des Histoires (ou L'Enquête), l'historien grec évoque les coutumes égyptiennes de l'époque. Il écrit : « Leurs habits sont de lin, avec des franges autour des jambes : ils les appellent calasiris ; et par-dessus ils s'enveloppent d'une espèce de manteau de laine blanche ; mais ils ne portent pas dans les temples cet habit de laine, et on ne les ensevelit pas non plus avec cet habit : les lois de la religion le défendent. Cela est conforme aux cérémonies orphiques, que l'on appelle aussi bachiques, et qui sont les mêmes que les égyptiennes et les pythagoriques. En effet, il n'est pas permis d'ensevelir dans un vêtement de laine quelqu'un qui a participé à ces mystères. La raison que l'on en donne est empruntée de la religion. » Dans le monde gréco-romain, on retrouve cette idée de la prohibition de la laine développée dans L’Apologie d’Apulée : « En effet la laine, dépouille enlevée à un animal sans énergie, à un vil bétail, est une substance déclarée profane, même dès le temps où Orphée et Pythagore instituaient leur rituel. » D'après ces deux textes, on sait donc que des personnes, dans le milieu du Ve siècle av. J.-C., étaient connues comme « Orphiques ». On sait que ces orphiques pratiquaient des rites, bien qu'il n'y ait aucun détail sur la nature exacte de ces rites à cette époque. Nous savons simplement que ceux qui prenaient part à ces cérémonies avaient pour règle de ne pas être enterrés dans des vêtements de laine. Selon l'helléniste Ivan Mortimer Linforth, cette règle a dû nécessiter la mise en place d'une organisation locale, ne serait-ce que pour s’assurer que les participants de ces rites soient, une fois décédés, enterrés convenablement.
Après Hérodote, la deuxième source attestant de pratiques orphiques est la tragédie Hippolyte d'Euripide. Thésée a appris la mort de Phèdre et trouve dans les mains de la défunte les tablettes qui accusent Hippolyte de viol, raison de son suicide. S’ensuit un long et violent discours de Thésée à l’adresse de son fils Hippolyte où figure ce passage : « Voyez ce monstre, né de mon sang, qui a souillé ma couche, à qui ce corps inanimé reproche trop clairement sa scélératesse ! Souillé d'un tel crime, ose regarder ton père en face. C'est donc toi qui, supérieur aux autres mortels, jouis du commerce des dieux ? toi qui es chaste, et pur de toute corruption ? Non, je ne crois plus à tes jactances ; je ne suppose pas les dieux jouets de l'ignorance et de l'erreur. Vante-toi désormais, abuse les hommes en t'abstenant de manger de la chair des animaux, suis la trace d'Orphée, fréquente les mystères de Bacchus, et repais-toi des fumées de la science : te voilà démasqué. Je le dis hautement, fuyez ces hypocrites : sous de nobles paroles, ils cachent la bassesse de leurs intrigues. Phèdre n'est plus : crois-tu que sa mort te dérobe au châtiment ? mais, misérable, cette mort même dépose contre toi. » Il apparaît donc qu'il existait à l'époque un groupe de personnes qui se considéraient comme les disciples d'Orphée. Ils étaient végétariens. Dans Les Lois, Platon qualifiait d'ailleurs le régime de ceux "qui mangeaient de tout ce qui est inanimé, mais s'abstenaient de tout ce qui a vie", de "régime orphique". Ces personnes reconnaissaient Orphée comme leur maître, et se référaient à une science.
Une sculpture de 560 av. J.-C. représente Orphée jouant de la lyre. On attribue à Onomacrite, au service de Pisistrate, vers 525 av. J.-C., la falsification de textes, et la rédaction des premiers poèmes orphiques. Il avait été chargé par les tyrans de réunir les poèmes d'Homère pour assurer la première édition fiable de l’Iliade et l’Odyssée. Il est possible qu'il ne soit pas « l'inventeur » de l'orphisme mais son premier compilateur ou qu'il ait complété de son cru, enrichi, développé, un embryon de littérature antérieure. En effet, l'orphisme était tenu en suspicion par de nombreux auteurs antiques, et passait pour un ramassis de superstitions et de charlatanisme. Le discréditer en en attribuant la création à un personnage connu pour son manque de scrupules littéraires était habile mais pas absolument vraisemblable sur le plan historique. Onomacrite agit-il comme un des nombreux pseudépigraphes de l'antiquité, c'est-à-dire de bonne foi, même si nous avons toujours tendance à soupçonner le procédé qui nous choque, ou comme un mystificateur et un plagiaire désireux de tromper son monde ? Quoi qu'il en soit, Onomacrite se cache derrière Orphée pour délivrer son message. Au mieux, il prétend mettre en forme la parole du poète comme il le fit pour Homère. C'est une différence avec l'aède archaïque qui se donne lui-même pour inspiré.
À partir du VIe siècle av. J.-C. déjà, la secte orphique avait été ternie par des pseudo-initiateurs, les orphéotélestes, prêtres itinérants dont Platon dénonce le charlatanisme au Livre II de La République. En même temps, l'orphisme prend la forme d'un mouvement intellectuel qui, indéniablement, conteste l'ordre établi, tant religieux que politique. L'orphisme à Athènes à travers la comédie d'Aristophane, les dialogues de Platon et le témoignage de Théophraste n'est pas le mythe orphique de Dionysos. Aristophane nous présente une caricature de cosmogonie orphique et une satire des prétentions à une supériorité spirituelle des sympathisants du mouvement (caricaturés sous la figure des oiseaux eux-mêmes). Théophraste, malgré d'indéniables rapports entre l'orphisme et sa propre philosophie, nous présente le mouvement de façon critique : les adeptes de l’orphisme, disciples initiés, sont montrés comme des gyrovagues vendant des purifications à un public crédule et avide de garanties spirituelles à bon compte, des individus qui vivant éloignés des cités, sont considérés comme des purificateurs. Loin d'être les porteurs d'un haut enseignement religieux, ils sont décrits comme mi-magiciens, mi-charlatans. Cela ne signifie pas qu'une prédication populaire « orphique » n'ait pas existé, comme plus tard la diatribe stoïcienne serait pratiquée sur les places publiques par des prédicateurs ambulants, mais cela montre que les milieux « intellectuels » tenaient les orphiques en petite estime. Autres témoignages de la diffusion de l'orphisme, « les lamelles d'or » (ou d'os comme à Olbia). Les plus anciennes datent du Ve siècle av. J.-C., les plus récentes du IIe siècle av. J.-C. Elles ont été trouvées dans des tombes. Elles servaient de viatique pour l'au-delà aux sympathisants du mouvement afin qu'ils ne se trompent pas de chemin dans l'Hadès et puissent arriver à Perséphone et confesser leur pureté pour échapper au cycle des renaissances. Même si l'on peut estimer que ce sont des initiés qui s'en vont pour le royaume des morts accompagnés de ces lamelles, elles sont des espèces de talismans qui nous prouvent encore une fois que l'orphisme se situait toujours aux confins de la doctrine, de la pratique et du remède magique.
Bien que la littérature orphique continue à être produite jusqu'au Ve siècle de notre ère, il est absolument impossible de reconstituer ne serait-ce qu'un embryon d'histoire du mouvement orphique. Il est même extrêmement difficile d'identifier un auteur comme orphique au sens strict. Les idées orphiques circulent, sont reprises dans la littérature philosophique, particulièrement néo-pythagoricienne et néo-platonicienne, mais sont accommodées aux idées générales des systèmes et donc modifiées par eux.
Le témoignage des « Lamelles d'or » nous incite à penser à une diffusion certaine des idées et espérances orphiques. Par contre, il serait très exagéré de parler de religion orphique comprise comme culte à mystères, avec son organisation, ses rites, ses lieux de culte , etc. Il n'a rien existé de semblable à une Église orphique ou du moins nous n'en avons aucun témoignage. Qu'il ait existé des initiations orphiques, nous pouvons le déduire de l'existence des lamelles, car il est vraisemblable que seuls des initiés pouvaient placer de tels talismans dans leurs tombes. mais récemment ces témoignages ont été attribués en grande partie à des groupes néo-pythagoriciens. L'orphisme apparaît ainsi surtout comme un réservoir de conceptions sur la vie et le destin post mortem diffusées largement mais non dogmatiquement dans le monde gréco-romain et librement adaptées par chacun de ceux qui s'y référaient. L'orphisme nous échappe chaque fois qu'on tente de le saisir.

## Les croyances orphiques
Le mythe central de l'orphisme est celui de la mise à mort de Dionysos par les Titans. Les milieux orphiques sont également les produits de nombreuses cosmogonies, très diverses dans le détail, mais s'inspirant d'un schéma général commun ou du moins d'une idée de base commune. Ces cosmogonies font concurrence dans le monde gréco-romain à celle d'Hésiode devenue plus ou moins « canonique ». La question est toujours la même : quelle confiance pouvons-nous accorder aux témoignages dont nous disposons ? Dans quel contexte sont-ils insérés ? Si un témoignage est tardif, voire très tardif, comme celui qui nous expose que les orphiques croyaient que la race humaine était le produit de la suie qui retombait des dépouilles des Titans foudroyés par Zeus pour avoir mis Dionysos à mort, cela exclut-il l'antiquité de la tradition ou bien est-ce un hasard dû à la conservation des sources que nous n'ayons pas d'attestations anciennes ? La question de l'évolution des doctrines orphiques, voire celle de la chronologie de leur élaboration, la reconstitution d'une généalogie, reste sans réponse claire.
L'orphisme utilise des noms connus du commun des Grecs dans ses mythes : Dionysos, Orphée, Zeus, les Titans, Perséphone... Ces noms représentent-ils ou non les mêmes réalités que lorsqu'ils sont employés dans les mythes usuels ? La réponse est à la fois oui et non, avec dans chaque cas l'obligation de considérer les choses de près. Il est évident que grosso modo la figure orphique de Perséphone n'est pas très différente de la Perséphone connue habituellement. Elle est la Reine des Enfers. Mais elle est aussi la mère de Dionysos pour les orphiques. Donc il est évident aussi que leur Dionysos n'est pas celui d'Euripide. Et de même il faut soigneusement distinguer l'Orphée du mythe d'Orphée et Eurydice, et l'Orphée « orphique ». Pourtant ces noms n'ont pas été choisis au hasard. Il s'agit non seulement de renvoyer à du connu pour les Grecs, de leur laisser au moins croire qu'ils sont dans leur monde familier quand ils pénètrent dans celui de l'orphisme, mais il s'agit encore de subvertir de l'intérieur la religion civique. Des noms nouveaux, inconnus, ne feraient pas aussi bien l'affaire. De plus le lien entre figures mythologiques et figures orphiques n'est pas arbitraire : ainsi le mythe fait remonter Orphée des Enfers où il est descendu chercher son épouse. C'est le point de départ de sa filiation avec l'orphisme. Ce mouvement se place sous sa protection tutélaire non seulement parce qu'il est selon la légende un aède inspiré, un poète exceptionnellement doué, un initié, mais, revenu des Enfers, il peut servir à en proclamer les mystères.
Le cas le plus problématique est celui des Titans. Les Titans orphiques sont-ils les mêmes que ceux d'Hésiode ? La réponse inclut une divergence d'appréciation sur la nature humaine telle que les orphiques l'exposent et n'est pas sans répercussions sur la manière dont il faut comprendre l'orphisme et juger de ses relations avec le platonisme voire le gnosticisme.

### Cosmogonies orphiques
Il n'existe pas une, mais des cosmogonies orphiques, à la fois semblables et dissemblables, connues généralement par bribes, citations et résumés, donc de manière indirecte comme tout ce qui concerne l'orphisme.
Impossible de reconstituer donc un système de ces cosmogonies, d'en établir la généalogie. Elles ne dérivent pas d'un modèle unique primitif et « originel », mais présentent néanmoins des similitudes conceptuelles qui permettent de les comprendre globalement en opposition à la cosmogonie d'Hésiode (dans sa Théogonie) que l'on peut considérer comme classique en Grèce ancienne. Comme l'œuvre du poète d'Ascra en Béotie, elles sont en fait des « cosmo-théogonies ». La cosmogonie hésiodique part du surgissement de la béance primitive (le Chaos) pour aboutir à l'ordre divin placé sous l'égide du règne sans fin de Zeus. Les cosmogonies orphiques postulent une unité originelle qui est ensuite brisée puis restaurée potentiellement sous le règne de Dionysos.
Ce thème de la réunification, de la reconstitution, de la réconciliation, fait le lien entre les cosmogonies et le mythe orphique de Dionysos et peut être considéré comme le leitmotiv de l'orphisme.
Plus tard, Éros offre l'empire du monde à Zagreus, première incarnation de Dionysos, un des enfants de Zeus. Les Titans, jaloux et révoltés, s'emparent de lui en le charmant avec des miroirs, le démembrent, le font bouillir et le dévorent. Zeus, horrifié par ce crime, foudroie les Titans, et de leurs cendres (ou de la suie ?) naissent les hommes, marqués par cette double ascendance.
La propension titanesque de l'Homme à faire le Mal est ainsi compensée par l'énergie divine de Dionysos, qui l'incite à faire le Bien.
De plus à la suite du meurtre de Zagreus, sa mère, Perséphone, a condamné l'Homme à errer de vie charnelle en vie charnelle, oublieux de son origine divine, malédiction exprimée dans les croyances véhiculant la réincarnation, la métempsycose, notamment développée dans le mythe d'Er, présenté dans le livre X de La République de Platon.
L'orphisme professe une purification de l'Homme pour ne conserver que la part divine de Dionysos.

### Eschatologies orphiques
L'orphisme des origines, semble-t-il, n'enseigne pas la réincarnation ou la métempsychose : au Ve siècle, Proclos est le premier à attribuer à Orphée la « doctrine d'un cycle de réincarnations ». L'orphisme défend plutôt la palingénésie, le retour à la vie. Toutes les âmes reprennent d'autres formes d'existence, par exemple de père à fils, d'humain à plante et animal à la fois. Les naissances viennent des morts.
« Quand l'âme des bêtes et des oiseaux ailés a jailli hors du corps… elle voltige là même, inutile, jusqu'à ce qu'un autre animal la ravisse, mêlée au souffle de l'air… Les mêmes, dans les demeures, deviennent les uns des pères et pères et fils et épouses aux beaux atours et mères et filles, par des générations qui se succèdent l'une l'autre... L'âme humaine, selon de certains cycles de temps, passe dans des animaux, de celui-ci en celui-là ; tantôt elle devient un cheval, tantôt un mouton, tantôt un oiseau terrible à voir... ou bien elle rampe sur la terre divine, rejeton des froids serpents ».
La tradition orphico-pythagoricienne, dès la fin du Ve siècle av. J.-C., a laissé des « Lamelles d'or » où se montrent l'espérance d'être délivré grâce à l'initiation, la nécessité pour l'âme de subir un examen à l'arrivée dans l'au-delà, la primauté de la déesse Mnémosyne (qui rappelle l'origine céleste de l'âme et donne le souvenir des existences antérieures), le besoin de se libérer de la soif de vivre corporellement, la distinction entre deux sources dans l'au-delà (la source de Mnémosyne, qui donne le souvenir aux initiés, à droite, la source de Léthé, qui donne l'oubli aux non-initiés, à gauche). Les lamelles évoquent le voyage et l'épreuve de l'âme post mortem.
« Tu trouveras à gauche de la demeure d'Hadès [l'Invisible, dieu des morts] une source [Léthé : Oubli],
et près d'elle, se dressant, un cyprès blanc :
de cette source ne t'approche surtout pas.
Tu trouveras une seconde source, l'eau froide qui coule
du lac de Mnémosyne [Mémoire] ; devant elle se tiennent des gardes.
Dis : « Je suis fils de la Terre et du Ciel étoilé ;
ma race est céleste, et cela vous le savez aussi… »
Et, de ce moment, avec les autres héros, tu seras souveraine ».

### Affinités avec les doctrines indiennes
L'orphisme surgit en Grèce au même moment que le bouddhisme en Inde. À première vue et sans établir de rapport direct entre les deux philosophies, un rapprochement vient à l'esprit concernant la question du salut personnel et de la délivrance.
Ceci posé, des divergences apparaissent vite. En fait, les études stimulées par les découvertes archéologiques du dernier demi-siècle — notamment le papyrus de Derveni en 1962 et les Lamelles d'or en 1973 — font plutôt ressortir des affinités avec le jaïnisme. Le nombre des points communs est alors troublant : dualisme bien/mal ; âme prisonnière de la matière ; transmigration des âmes ; responsabilité et liberté individuelles ; possibilité de délivrance ; exigence de pureté (d'où : port du vêtement blanc) ; respect de toute forme de vie (d'où : régime végétarien). Ajoutons la conception atomiste de la matière, conception plutôt mieux détaillée par les jaïns que chez Démocrite (l'atomisme est le sujet principal de la philosophie hindoue Vaisheshika).
Ainsi se voit renouvelée la vieille question d'une composante orientale de la pensée grecque. Chez les penseurs orphiques, la théogonie fait intervenir, du moins dans le Papyrus de Derveni (IVe s. av. J.-C.) successivement : Nuit, Protogonos (= Mêtis), Ouranos (~ Gaîa), Kronos et Zeus.

## L'orphisme et les monothéismes
Il ne semble pas que l'orphisme soit un jalon entre paganisme et christianisme.

## Orphisme et pythagorisme

### Comparaisons et différences
L'orphisme est antérieur au pythagorisme. Les comparaisons entre l'orphisme et le pythagorisme suggèrent que l'orphisme a influencé Pythagore et ses disciples. L'écrivain Simonne Jacquemard se pose la question de savoir si Pythagore était un adepte de l'orphisme. Elle écrit que « Les miroitements d'Orphée suscitent une apparition très haute, telle qu'on était en droit de l'attendre : celle du Maître de Samos. […] Doit-on considérer Pythagore de Samos comme un simple adepte des doctrines orphiques ? Comme le continuateur fidèle d'une tradition qui se veut, avant tout, purificatrice ? » Les points communs entre l'orphisme et le pythagorisme sont l'utilisation de rites de purification, repris ensuite par Empédocle qui donne le titre de Purifications à son poème, et l'idéal de maîtrise de soi obtenue par une certaine ascèse en partie secrète. Dans l'orphisme en effet, il s'agit de contrôler ses désirs et son sommeil.
Cependant, le spécialiste de Pythagore Jean-François Mattéi note des différences : « Sous sa forme religieuse et initiatique, le pythagorisme présente tant de points communs avec l'orphisme que certains interprètes modernes, comme Bury dans History of Greece, ont pratiquement identifié les deux fraternités […] Les différences sont néanmoins notables ». Les deux différences principales concernent la divinité centrale des courants, et la politique. Les orphiques vouent un culte à Dionysos tandis que les pythagoriciens vouent un culte à Apollon, et l'orphisme n'a pas connu de prolongement politique, contrairement au pythagorisme qui propose des réformes politiques. Le pythagoricien Archytas de Tarente a notamment dirigé sa cité natale. Les pythagoriciens ont une préférence pour le régime aristocratique, et le philosophe pythagoricien Empédocle fut un défenseur de la démocratie.
Les orphiques ont introduit de nouveaux dieux[Lesquels ?], pas les pythagoriciens. Ils ont aussi des textes sacrés, selon Platon, pas les pythagoriciens.
Quant à la vie après la mort, l'orphisme défend une forme de palingénésie, toujours selon Platon. Le pythagorisme croit plus précisément en la transmigration des âmes : la métempsycose d'une âme individuelle. La théorie du corps-tombeau, qui dit que le corps (sôma) est un tombeau (sêma) pour l'âme n'est pas orphique, mais pythagoricienne.

### L'orphisme vu par les post-pythagoriciens
L'orphisme a inspiré la trame des Oiseaux (414 av. J.-C.) d'Aristophane. Se fondant sur une de leurs théogonies, qui professe que le premier dieu (Phanès) est sorti d'un « œuf », Aristophane fait naître des oiseaux l'œuf primordial (v. 698-702).
Quant au philosophe Platon, il raille ou célèbre l'orphisme selon le cas. Il célèbre l'orphisme ancien, en particulier la théorie de la palingénésie : « Il existe une antique tradition dont nous gardons mémoire, selon laquelle les âmes arrivées d'ici existent là-bas, puis à nouveau font retour ici même et naissent à partir des morts ». En revanche, il se moque des orphiques de son époque, de ces « initiés d'Orphée », prêtres itinérants qui se présentent aux portes des riches, leur vendent des indulgences pour les fautes commises et leur promettent le salut après la mort s'ils acceptent les initiations, mais des châtiments terribles s'ils les refusent.

En 1471, Marsile Ficin fait entrer Orphée dans sa théologie antique : 
« Hermès Trismégiste fut appelé le premier théologien ; il fut suivi par Orphée, qui initia Aglaophème aux saintes vérités, et Pythagore succéda en théologie à Orphée, qui fut suivi par Philolaos, maître de notre Platon. C’est pourquoi il n’y eut qu’une seule secte de la prisca theologia [théologie antique], toujours cohérente par rapport à elle-même, formée par six théologiens selon un ordre admirable, qui commence par Mercure [Hermès] et se termine par Platon. »

Dans ses Arcana arcanissima, publiés en 1614, l'alchimiste Michael Maier déclare au sujet d'Orphée et des premiers poètes : 
«  Ils n'avaient pas, initialement, en vue le culte divin ou les cérémonies religieuses, mais les profonds secrets [de l'alchimie], cachés sous ces rites pour éviter qu'ils ne vinssent à la connaissance du peuple, mais fournissant un motif de recherche aux plus sages. »

### Textes
Dans l’ordre chronologique :
- Apollonios de Rhodes, Les Argonautiques (vers 250 av. J.-C.) Parmi les compagnons de Jason à la conquête de la Toison d'or : Orphée.
- (grc) Fragments orphiques (VIe s. av. J.-C. - Ve s. ap. J.-C.) : Otto Kern, Orphicorum fragmenta, Berlin, 1922.
- Fragment d'un hymne orphique (« Zeus est le premier »), in Traité du monde, 7, du Pseudo-Aristote, trad. J. Tricot, Vrin, 1949, p. 203.
- (en) Hymnes orphiques (87 hymnes, IIIe-IVe s.) : Apostolos N. Athanassakis, The Orphic Hymns. Text, Translation and Notes, Missoula (Montana), Scholars press, 1977, xiv-146 p.
- Lithica orphiques ou Des pierres (fin du IVe s.) : R. Halleux et J. Schamp, Les lapidaires grecs, Les Belles Lettres, 1985.
- Argonautiques orphiques (début du Ve s. ?) : Francis Vian, Les Argonautiques orphiques, Les Belles Lettres, 1987.
- Trad. partielle des fragments orphiques : Giorgio Colli, La Sagesse grecque (1977), t. 1 : Dionysos, Apollon, Éleusis, Orphée, Musée, Hyperboréens, Énigme, L'Éclat, 1990, p. 118-319.
- Trad. partielle des fragments orphiques : Orphée. Poèmes magiques et cosmologiques, trad. Luc Brisson, Les Belles Lettres, coll. « Aux sources de la tradition », 1993, 192 p.
- Orphée. Hymnes et discours sacrés. Présentation, traduction et notes par Jacques Lacarrière. Imprimerie Nationale Éditions, 1995, 293 p.  (ISBN 2-7433-0028-0).
- Cosmogonies orphiques (les trois versions) : Geoffrey Stephen Kirk, John E. Raven, Malcolm Schofield, Les Philosophes présocratiques, Une histoire critique avec un choix de textes, trad. Hélène-Alix De Weck, Éditions du Cerf, 1995, p. 21-70.
- Lamelles d'or orphico-pythagoriciennes (fin Ve s.-IIe s. av. J.-C.) Orphiques selon William K. Guthrie (en), pythagoriciennes selon Taylor Thomas, orphico-pythagoriciennes selon Ziegler et Franz Cumont, bacchiques selon Marcel Detienne, éleusiniennes selon Pierre Boyancé et Charles Picard. Giovanni Pugliese Carratelli, Les Lamelles d'or orphiques. Instructions pour le voyage d'outre-tombe des initiés grec, trad., Les Belles Lettres, 2003, 151 p.  Pour Giovanni Pugliese Carratelli (2001), seules sont orphico-pythagoriciennes celles d'Hippanion, Pétélia, Pharsale, Entella, Éleutherna et Mylopotamos.
- Papyrus de Derveni (vers 420 av. J.-C. ? 1re éd. 1982), trad. Fabienne Jourdan, Le Papyrus de Derveni, Les Belles Lettres, 2003, 166 p. Le contenu a dû être composé en période présocratique, vers 420 av. J.-C. Il s'agirait d'une copie des Apopyrgizontes logoi, ouvrage en prose du poète et sophiste Diagoras. C'est un commentaire de la Théogonie d'Orphée.
- Lamelles d'os d'Olbia (Ve s.) : M. L. West, The Orphic Poems, Oxford, 1983, p. 15-24. Alberto Bernabé, Orphicorum et Orphicis similium testimonia et fragmenta, 463-465 T, Leipzig, 2005.
- Papyrus de Bologne (Catabase orphique, IVe s. ?, 1re éd. 1951), in Alberto Bernabé, Poetae Epici Graeci, t. II : Orphicorum et Orphicis similium testimonia et fragmenta, Münich, Teubner, 2005, p. 271-287. Trad. partielle : Robert Turcan, "La catabase orphique du papyrus de Bologne", Revue de l'histoire des religions, vol. 150 (1956), no 2, p. 136-172 .
- Sur le papyrus de Derveni : Paul Goukowsky, « Études de philologie et d'histoire ancienne », Tome I, Macedonica varia, p. 171-226, ADRA-De Boccard 2009.

### Études
(par ordre alphabétique)
- (es) Alberto Bernabé Pajares, « Tendencias recientes en el estudio del Orfismo », dans Ilu. Revista de Ciencias de las Religiones no 0 (1995), p. 23-32 [lire en ligne].
- Philippe Borgeaud (éd.), Orphisme et Orphée - en l’honneur de Jean Rudhardt, Genève, 1991.
- André Boulanger, Orphée : rapports de l'orphisme et du christianisme, Paris, F. Rieder, 1925.
- Philippe Borgeaud, Claude Calame et André Hurst, « L’orphisme et ses écritures : Nouvelles recherches, Présentation », Revue de l'histoire des religions, t. 219, no 4,‎ 2002, p. 379-383 (lire en ligne)
- Luc Brisson, Orphée et l'orphisme dans l'antiquité gréco-romaine, Aldershot : Variorum, 1995, env. 200 p. (pagination multiple),  (ISBN 0-86078-453-3).
- Claude Calame, « Les lamelles funéraires d’or : textes pseudo-orphiques et pratiques rituelles », Kernos, vol. 21,‎ 2008 (DOI 10.4000/kernos.1679, lire en ligne, consulté le 10 mai 2021).
- Marcel Detienne, Dionysos mis à mort (1977), Gallimard, collection « Tel », Paris, chap. IV.  (ISBN 2070742121).
- Marcel Detienne, Les Dieux d'Orphée, Paris, Gallimard, 2007 (rééd. abrégée de L'Écriture d'Orphée).
- Marcel Detienne, L'Écriture d'Orphée, Paris, Gallimard, 1989.
- William K. Guthrie, Orphée et la religion grecque (2e éd. 1952), trad., Payot, 1956, 328 p.
- Simonne Jacquemard, Trois Mystiques grecs : Orphée, Pythagore, Empédocle, Paris, Albin Michel, coll. « Spiritualités vivantes », 1997, 172 p. (ISBN 978-2-226-08946-5).
- Gérard Lambin, « “Je suis tombé dans du lait”. À propos de formules dites orphiques », Gaia : revue interdisciplinaire sur la Grèce Archaïque, no 18,‎ 2015, p. 507-519 (lire en ligne)
- Jean Rudhardt, « Les deux mères de Dionysos, Perséphone et Sémélé, dans les Hymnes orphiques », Revue de l'histoire des religions, t. 219, no 4,‎ 2002, p. 483-501 (lire en ligne)
- (en) I. M. Linforth, The Arts of Orpheus, University of California Press, 1941. Hypercritique (admet peu de témoignages).
- (es) Marco Antonio Santamaria Alvarez, « Orfeo y el orfismo. Actualización bibliográfica (1992-2003) », dans Ilu. Revista de Ciencias de las Religiones du no 0 (1995) au no 8 (2003) [lire en ligne].
- Reynal Sorel, Orphée et l'orphisme, PUF, coll. « Que sais-je ? », Paris, 1995  (ISBN 2130472109),
- Reynal Sorel, Critique de la raison mythologique, PUF, coll. « Thémis », Paris, 2000  (ISBN 2130505333).
- Alain Sournia, Chap. « Sagesse orientale et philosophie occidentale : la période axiale » in Fondements d'une philosophie sauvage, Connaissances et Savoirs, 2012, 300 p.,  (ISBN 978-2-7539-0187-2).
- Émilie Turmel, « Orphée et l’orphisme dans À la recherche du temps perdu de Marcel Proust », Études françaises, vol. 51, no 1,‎ 2015, p. 141-161 (lire en ligne)
- Jean-Pierre Vernant, Mythe et religion dans la Grèce Antique, Seuil, coll. « Librairie du XXIe siècle », Paris, 1990  (ISBN 202010489X).